# Sardhana
Sardhana est une ville située dans l'État de l'Uttar Pradesh en Inde.

## Géographie
Sardhana se trouve à 90 km au nord-ouest de New Delhi.

## Histoire
Au début du XIXe siècle Sardhana fut la capitale d’une principauté dirigée par la Bégum Samru (ou Begum Sumru), le seul royaume indien ayant à sa tête une princesse catholique.
Elle y construisit une grande église dédiée à Notre-Dame de grâces (1822) dont elle obtint de Grégoire XVI qu’elle devienne cathédrale avec son aumônier personnel, Julius Caesar Scotti, un prêtre italien, consacré évêque. Ainsi Sardhana fut diocèse catholique durant une vingtaine d’années au milieu du XIXe siècle[réf. souhaitée].
À la mort de la Begum Samru, en 1836, la principauté de Sardhana fut annexée à l’empire britannique des Indes, en accord avec le traité qu’elle avait signé avec les Anglais en 1805[réf. souhaitée].

## Liste des souverains de Sardhana
1773-4 mai 1778 : Walter Reinhardt Sombre
4 mai 1778-27 janvier 1836 : Samru